# Altos de la Vanega (métro de Maracaibo)
Altos de la Vanega est une station de la ligne 1 du métro de Maracaibo, terminus sud-ouest de la ligne.